# Clivina
Clivina is een geslacht van kevers uit de familie van de loopkevers (Carabidae). De wetenschappelijke naam van het geslacht is voor het eerst geldig gepubliceerd in 1802 door Latreille.

## Soorten
Het geslacht Clivina omvat de volgende soorten:
- Clivina acuducta Haldeman, 1843
- Clivina acutipalpis Putzeys, 1877
- Clivina addita Darlington, 1934
- Clivina adstricta Putzeys, 1866
- Clivina aequalis Blackburn, 1890
- Clivina alabama Bousquet, 2012
- Clivina allaeri Kult, 1959
- Clivina alternans Darlington, 1971
- Clivina alutacea Lesne, 1896
- Clivina amazonica Putzeys, 1861
- Clivina americana Dejean, 1831
- Clivina ampandrandavae Basilewsky, 1973
- Clivina analis Putzeys, 1846
- Clivina angolana Kult, 1959
- Clivina angustipes Putzeys, 1868
- Clivina antennaria Putzeys, 1866
- Clivina anthracina Klug, 1862
- Clivina antoinei Kult, 1959
- Clivina armata Putzeys, 1846
- Clivina arunachalensis Saha & Biswas, 1985
- Clivina atrata Putzeys, 1863
- Clivina atridorsis Sloane, 1905
- Clivina attenuata (Herbst, 1806)
- Clivina aucta Erichson, 1843
- Clivina australasiae Boheman, 1858
- Clivina australica Sloane, 1896
- Clivina bacillaria Bates, 1889
- Clivina baenningeri Kult, 1951
- Clivina balfourbrownei Kult, 1951
- Clivina banksi Sloane, 1907
- Clivina basalis Chaudoir, 1843
- Clivina basilewskyi Kult, 1959
- Clivina batesi Putzeys, 1866
- Clivina bengalensis Putzeys, 1846
- Clivina bhamoensis Bates, 1892
- Clivina bicolor Putzeys, 1866
- Clivina bidentata Putzeys, 1846
- Clivina bifoveata Putzeys, 1861
- Clivina biguttata Putzeys, 1866
- Clivina biplagiata Putzeys, 1866
- Clivina bipustulata (Fabricius, 1801)
- Clivina birmanica Kult, 1951
- Clivina biroi Kult, 1951
- Clivina bitincta Sloane, 1905
- Clivina bituberculata Putzeys, 1866
- Clivina blackburni Sloane, 1896
- Clivina bolivari (Barr, 1967)
- Clivina boliviensis Putzeys, 1846
- Clivina boops Blackburn, 1890
- Clivina bovillae Blackburn, 1890
- Clivina brandti Darlington, 1962
- Clivina brevicollis Putzeys, 1866
- Clivina brevicornis Darlington, 1962
- Clivina brevior Putzeys, 1866
- Clivina brevisterna Sloane, 1916
- Clivina breviuscula Putzeys, 1866
- Clivina brunnea Putzeys, 1846
- Clivina brunneipennis Putzeys, 1846
- Clivina brunnicolor Sloane, 1916
- Clivina bullata Andrewes, 1927
- Clivina burgeoni Kult, 1959
- Clivina burmeisteri Putzeys, 1866
- Clivina caffra Putzeys, 1861
- Clivina californica Vandyke, 1925
- Clivina capensis Kult, 1959
- Clivina carbonaria Putzeys, 1866
- Clivina carpentaria Sloane, 1896
- Clivina castanea Westwood, 1837
- Clivina cava Putzeys, 1866
- Clivina championi Kult, 1951
- Clivina choatei Bousquet & Skelley, 2012
- Clivina clypealis Baehr, 2008
- Clivina collaris (Herbst, 1784)
- Clivina collarti Burgeon, 1935
- Clivina columbica Putzeys, 1846
- Clivina consobrina Putzeys, 1866
- Clivina convexa Leconte, 1844
- Clivina coomani Kult, 1951
- Clivina coronata Putzeys, 1873
- Clivina coryzoides Baehr, 1989
- Clivina costulipennis Bates, 1892
- Clivina cribricollis Putzeys, 1861
- Clivina cribrifrons Sloane, 1905
- Clivina cribrosa Putzeys, 1868
- Clivina cruciata Putzeys, 1866
- Clivina cruralis Putzeys, 1866
- Clivina csikii Kult, 1951
- Clivina cubae Darlington, 1934
- Clivina cylindriformis Sloane, 1896
- Clivina cylindripennis Sloane, 1905
- Clivina damarina Peringuey, 1896
- Clivina dampieri Sloane, 1916
- Clivina darwini Sloane, 1916
- Clivina dealata Darlington, 1962
- Clivina debilis Blackburn, 1890
- Clivina decellei Basilewsky, 1968
- Clivina deleta Darlington, 1962
- Clivina delkeskampi Kult, 1959
- Clivina demarzi Baehr, 1988
- Clivina denticollis Sloane, 1896
- Clivina dentifemorata Putzeys, 1846
- Clivina depressa Kult, 1951
- Clivina depressicollis Baehr, 1989
- Clivina dewaillyi Kult, 1959
- Clivina difformis Putzeys, 1868
- Clivina diluta Darlington, 1953
- Clivina dilutipes Putzeys, 1868
- Clivina dimidiata Putzeys, 1866
- Clivina dingo Sloane, 1905
- Clivina dissimilis Putzeys, 1846
- Clivina distigma Putzeys, 1866
- Clivina doddi Sloane, 1905
- Clivina dolens Putzeys, 1873
- Clivina donabaueri Dostal, 2012
- Clivina duboisi Burgeon, 1935
- Clivina dumolinii Putzeys, 1846
- Clivina elegans Putzeys, 1863
- Clivina elongatula Nietner, 1856
- Clivina emarginata Putzeys, 1868
- Clivina eremicola Blackburn, 1894
- Clivina erugata Darlington, 1962
- Clivina erugatella Darlington, 1962
- Clivina erythropus Putzeys, 1846
- Clivina erythropyga Putzeys, 1866
- Clivina euphratica Putzeys, 1866
- Clivina exilis Sloane, 1916
- Clivina extensicollis Putzeys, 1846
- Clivina fasciata Putzeys, 1846
- Clivina fassatii Kult, 1947
- Clivina femoralis Putzeys, 1846
- Clivina ferrea Leconte, 1857
- Clivina ferruginea Putzeys, 1868
- Clivina fessa Darlington, 1962
- Clivina flava Putzeys, 1868
- Clivina floridae Csiki, 1927
- Clivina forcipata (Putzeys, 1861)
- Clivina fortis Sloane, 1896
- Clivina fossifrons Putzeys, 1866
- Clivina fossor (Linnaeus, 1758)
- Clivina foveiceps Putzeys, 1846
- Clivina frenchi Sloane, 1896
- Clivina froggatti Sloane, 1896
- Clivina fuscicornis Putzeys, 1846
- Clivina fuscipes Putzeys, 1846
- Clivina gamma Andrewes, 1929
- Clivina gerstmeieri Baehr, 1989
- Clivina girardi Kult, 1959
- Clivina goniostoma Putzeys, 1866
- Clivina gracilipes Sloane, 1896
- Clivina grandiceps Sloane, 1896
- Clivina grata Darlington, 1953
- Clivina gressitti Darlington, 1962
- Clivina guineensis Kult, 1951
- Clivina hackeri Sloane, 1907
- Clivina heinemanni Kult, 1959
- Clivina helferi Putzeys, 1866
- Clivina helmsi Blackburn, 1892
- Clivina heterogena Putzeys, 1866
- Clivina hilaris Putzeys, 1861
- Clivina hoberlandti Kult, 1951
- Clivina impressefrons Leconte, 1844
- Clivina inaequalifrons Baehr, 1989
- Clivina inaequalis Putzeys, 1866
- Clivina inopaca Darlington, 1962
- Clivina insignis Kult, 1959
- Clivina integra Andrewes, 1929
- Clivina intersecta Baehr, 1989
- Clivina interstitialis W.kolbe, 1883
- Clivina isogona Putzeys, 1868
- Clivina janae Kult, 1959
- Clivina javanica Putzeys, 1846
- Clivina jeanneli Kult, 1959
- Clivina jodasi Kult, 1959
- Clivina julieni Lesne, 1896
- Clivina kapuri Kult, 1951
- Clivina karikali Jedlicka, 1964
- Clivina kaszabi Kult, 1951
- Clivina katangana Kult, 1959
- Clivina kawa Basilewsky, 1948
- Clivina kershawi Sloane, 1916
- Clivina khasi Jedlicka, 1964
- Clivina kirschenhoferi Dostal, 2012
- Clivina klugi Putzeys, 1846
- Clivina kochi Schatzmayr, 1936
- Clivina komareki Kult, 1951
- Clivina kubor Darlington, 1971
- Clivina kulti Darlington, 1962
- Clivina lacustris Putzeys, 1866
- Clivina laeta Putzeys, 1866
- Clivina laetipes Putzeys, 1866
- Clivina laevifrons Chaudoir, 1842
- Clivina laticeps Putzeys, 1846
- Clivina latimanus Putzeys, 1846
- Clivina latiuscula Putzeys, 1866
- Clivina leai Sloane, 1896
- Clivina lebasi Putzeys, 1846
- Clivina lebisi Kult, 1959
- Clivina legorskyi Dostal, 2012
- Clivina lepida Putzeys, 1866
- Clivina leptosoma Andrewes, 1938
- Clivina lewisi Andrewes, 1927
- Clivina limbipennis Jacquelin Du Val, 1857
- Clivina lobata Bonelli, 1813
- Clivina lobipes Sloane, 1896
- Clivina longipennis Putzeys, 1861
- Clivina lucida Putzeys, 1866
- Clivina machadoi Basilewsky, 1955
- Clivina macleayi Sloane, 1896
- Clivina macularis Putzeys, 1866
- Clivina madagascariensis Putzeys, 1846
- Clivina marginata (Putzeys, 1868)
- Clivina marginicollis Putzeys, 1866
- Clivina marginipennis Putzeys, 1846
- Clivina martii Kult, 1959
- Clivina mastersi Sloane, 1896
- Clivina maxima Kult, 1959
- Clivina media Putzeys, 1846
- Clivina mekongensis Lesne, 1896
- Clivina mirrei Kult, 1959
- Clivina misella Sloane, 1905
- Clivina mocquerysi Alluaud, 1935
- Clivina moerens Putzeys, 1873
- Clivina monilicornis Sloane, 1896
- Clivina montei Kult, 1959
- Clivina monticola Andrewes, 1931
- Clivina mordax Putzeys, 1861
- Clivina muelleri Kult, 1959
- Clivina mustela Andrewes, 1923
- Clivina myops Bousquet, 1997
- Clivina nana Sloane, 1896
- Clivina netolitzkyi Kult, 1951
- Clivina ngayensis Burgeon, 1935
- Clivina nigra Sloane, 1905
- Clivina niponensis Bates, 1873
- Clivina nitidula Putzeys, 1866
- Clivina normandi Kult, 1959
- Clivina nyctosyloides Putzeys, 1868
- Clivina obenbergeri Kult, 1951
- Clivina obliquata Putzeys, 1866
- Clivina obliquicollis Sloane, 1905
- Clivina oblita Putzeys, 1866
- Clivina oblonga (Putzeys, 1873)
- Clivina oblongicollis Putzeys, 1863
- Clivina obscuripennis Putzeys, 1866
- Clivina obscuripes (Blackburn, 1890)
- Clivina obsoleta Sloane, 1896
- Clivina occulta Sloane, 1896
- Clivina odontomera Putzeys, 1868
- Clivina okutanii Habu, 1958
- Clivina olliffi Sloane, 1896
- Clivina oodnadattae Blackburn, 1894
- Clivina opacidermis Baehr, 1989
- Clivina oregona Fall, 1922
- Clivina orientalis Kult, 1959
- Clivina ovalipennis Sloane, 1905
- Clivina pallida Say, 1823
- Clivina pallidiceps Sloane, 1905
- Clivina palmeni Kult, 1959
- Clivina pampicola Putzeys, 1866
- Clivina pandana Andrewes, 1938
- Clivina parallela Lesne, 1896
- Clivina parvidens Putzeys, 1866
- Clivina parvula Putzeys, 1866
- Clivina pectonoda Sloane, 1905
- Clivina pectoralis Putzeys, 1868
- Clivina perplexa P?ringuey, 1896
- Clivina perthensis Baehr, 1989
- Clivina pfefferi Kult, 1951
- Clivina pfisteri Andrewes, 1930
- Clivina physopleura Burgeon, 1935
- Clivina picina Andrewes, 1936
- Clivina pileolata Bates, 1892
- Clivina planiceps (Putzeys, 1863)
- Clivina planicollis Leconte, 1857
- Clivina planifrons Sloane, 1907
- Clivina planulata Putzeys, 1866
- Clivina platensis Putzeys, 1866
- Clivina pluridentata Putzeys, 1877
- Clivina postica Leconte, 1848
- Clivina pravei Lutshnik, 1927
- Clivina procera Putzeys, 1866
- Clivina prominens Putzeys, 1866
- Clivina punctaticeps Putzeys, 1868
- Clivina punctifrons Putzeys, 1866
- Clivina punctigera Leconte, 1857
- Clivina punctiventris Putzeys, 1866
- Clivina punctulata Leconte, 1852
- Clivina putzeysi Csiki, 1927
- Clivina quadrata Putzeys, 1866
- Clivina quadratifrons Sloane, 1896
- Clivina queenslandica Sloane, 1896
- Clivina recurvidens Putzeys, 1866
- Clivina regularis Sloane, 1896
- Clivina riverinae Sloane, 1896
- Clivina robusta Sloane, 1905
- Clivina rubicunda Leconte, 1857
- Clivina rubripes Putzeys, 1868
- Clivina rufa Leconte, 1857
- Clivina rufoniger Baehr, 1989
- Clivina rufula Darlington, 1962
- Clivina rugiceps Klug, 1832
- Clivina rugosofemoralis Balkenohl, 1999
- Clivina sabulosa W.S.Macleay, 1825
- Clivina sacra Putzeys, 1875
- Clivina sagittaria Bates, 1892
- Clivina saigonica Kult, 1951
- Clivina sansapor Darlington, 1962
- Clivina sasajii Ball, 2001
- Clivina saundersi Andrewes, 1926
- Clivina schatzmayri Kult, 1959
- Clivina schaubergeri Kult, 1951
- Clivina sculpticeps Darlington, 1953
- Clivina sectifrons Bates, 1892
- Clivina sellata Putzeys, 1866
- Clivina semicarinata Putzeys, 1877
- Clivina shortlandica Emden, 1937
- Clivina siamica Putzeys, 1866
- Clivina sicula Baudi, 1864
- Clivina simplicifrons Fairmaire, 1901
- Clivina simulans Sloane, 1896
- Clivina sloanei Csiki, 1927
- Clivina sobrina Dejean, 1831
- Clivina spadix Andrewes, 1929
- Clivina spatulifera Andrewes, 1929
- Clivina spinipes Putzeys, 1866
- Clivina stefaniana G.Muller, 1942
- Clivina stigmula Putzeys, 1846
- Clivina straneoi Kult, 1959
- Clivina striata Putzeys, 1846
- Clivina striatopunctata Dejean, 1831
- Clivina stricta Putzeys, 1861
- Clivina stygica Putzeys, 1866
- Clivina subdepressa Kult, 1951
- Clivina subfoveiceps Kult, 1959
- Clivina subfusa Darlington, 1962
- Clivina subterranea Decu; Nitzu & Juberthie, 1994
- Clivina sudanensis Kult, 1959
- Clivina sulcaticeps Sloane, 1923
- Clivina sulcicollis Sloane, 1896
- Clivina sulcigera Putzeys, 1866
- Clivina sulcipennis Putzeys, 1866
- Clivina suturalis Putzeys, 1863
- Clivina svenssoni Basilewsky, 1946
- Clivina syriaca J.Sahlberg, 1908
- Clivina szekessyi Kult, 1951
- Clivina talpa Andrewes, 1927
- Clivina tanganyikana Kult, 1959
- Clivina taurina Putzeys, 1866
- Clivina torrida Putzeys, 1866
- Clivina toxopei Darlington, 1962
- Clivina trachys Andrewes, 1930
- Clivina tranquebarica Bonelli, 1813
- Clivina transversa Putzeys, 1866
- Clivina transversicollis Putzeys, 1866
- Clivina tridentata Putzeys, 1866
- Clivina tripuncta Darlington, 1962
- Clivina tristis Putzeys, 1846
- Clivina truncata Putzeys, 1877
- Clivina tuberculata Putzeys, 1846
- Clivina tuberculifrons Blackburn, 1890
- Clivina tumidifrons Baehr, 1989
- Clivina tumidipes Sloane, 1896
- Clivina tutancamon Schatzmayr, 1936
- Clivina vagans Putzeys, 1866
- Clivina vigil Darlington, 1962
- Clivina vittata Sloane, 1896
- Clivina vosahloi Kult, 1959
- Clivina vulgivaga Boheman, 1858
- Clivina wallacei Putzeys, 1866
- Clivina westwoodi Putzeys, 1866
- Clivina wildi Blackburn, 1890
- Clivina wiluna Darlington, 1953
- Clivina yanoi Kult, 1951
- Clivina ypsilon Dejean, 1830
- Clivina zebi Kult, 1951